# Mohamed Buya Turay
Mohamed Buya Turay (* 10. Januar 1995 in Freetown) ist ein sierra-leonischer Fußballspieler. Der Stürmer stand zuletzt beim schwedischen Erstligisten Malmö FF unter Vertrag.

## Karriere

### Vereine
Buya Turay wechselte im August 2015 aus dem Amateurbereich zum schwedischen Zweitligisten AFC Eskilstuna. In der Spielzeit 2016 trug er mit zehn Toren zur Vizemeisterschaft und dem damit verbundenen Aufstieg in die Allsvenskan bei. Nach einem Jahr in der höchsten schwedischen Liga, in dem er acht Tore erzielte, wechselte Buya Turay zum Ligakonkurrenten Dalkurd FF. Nach der Saison 2018 ging er im August 2018 nach Belgien und schloss sich der VV St. Truiden an. Bis Januar 2019 kam er zu sieben Pflichtspieleinsätzen mit einem Torerfolg, ehe er zurück nach Schweden, zum in Stockholm ansässigen Djurgårdens IF, verliehen wurde. Mit der Mannschaft gewann er in der Spielzeit 2019 die schwedische Meisterschaft und wurde mit 15 Treffern Torschützenkönig. Anfang Dezember 2019 kehrte Buya Turay nach St. Truiden zurück, kam jedoch zu keinem Pflichtspieleinsatz bis zum aufgrund der COVID-19-Pandemie vorzeitigen Saisonabbruch der Division 1A. Mitte Juli 2020 wechselte Buya Turay zum chinesischen Erstligisten Hebei China Fortune. Nach einer Saison, in der er für den Verein 6 Tore in 17 Pflichtspielen erzielt hatte, wechselte der Sierra-Leoner zum Ligakonkurrenten Henan Jianye. Ein Jahr später kehrte er wieder nach Schweden zurück und unterschrieb einen Vertrag beim Erstligisten Malmö FF.

### Nationalmannschaft
Buya Turay debütierte im September 2018 in der sierra-leonischen A-Nationalmannschaft, für die er bisher elfmal zum Einsatz kam.

### Erfolge
AFC Eskilstuna
- Aufstieg in die Allsvenskan: 2016

Djurgårdens IF
- Schwedischer Meister: 2019

### Auszeichnungen
- Torschützenkönig der Allsvenskan: 2019 (15 Treffer)

## Kurioses
Buya Turay konnte an seiner eigenen Hochzeit am 21. Juli 2022 nicht teilnehmen, da er vertraglich von seinem Club Malmö FF verpflichtet war, an diesem Tag bereits in Schweden anwesend zu sein. Sein Bruder vertrat ihn bei der Hochzeit.